# Assemblée législative de la Ville de Mexico
Pour les autres articles nationaux ou selon les autres juridictions, voir Assemblée législative.
L'Assemblée législative de la ville de Mexico (en espagnol, Asamblea Legislativa de la Ciudad de México) est l'ancien organe exerçant le pouvoir législatif de la ville de Mexico, capitale du Mexique, entre 1997 et 2018.

## Histoire
Cette assemblée législative est créée en 1997 par le gouvernement mexicain. 
Le 21 décembre 2009, l'Assemblée législative légalise le mariage entre personnes de même sexe, pour la première fois en Amérique latine.
À la suite de l'adoption de la constitution de la Ville de Mexico en 2017, l'Assemblée législative est remplacée par le Congrès de la ville de Mexico le 17 septembre 2018.

## Composition
La dernière Assemblée législative de Mexico était composée de 66 députés.
| Partis politiques                    | Scrutin majoritaire | Scrutin proportionnel | Total |
| ------------------------------------ | ------------------- | --------------------- | ----- |
| Parti de la révolution démocratique  | 31                  | 3                     | 34    |
| Parti action nationale               | 9                   | 6                     | 15    |
| Parti révolutionnaire institutionnel |                     | 8                     | 8     |
| Parti du travail                     |                     | 5                     | 5     |
| Parti vert écologiste du Mexique     |                     | 3                     | 3     |
| Parti nouvelle alliance              |                     | 1                     | 1     |
| Total                                | 40                  | 26                    | 66    |